# 日本の鉄道駅一覧 な
| あ | い | う-え   | お        | か    | き | く-け |
| こ | さ | し-しも | しや-しん | す-そ | た | ち-て |
| と | な | に      | ぬ-の     | は    | ひ | ふ-ほ |
| ま | み | む-も   | や-わ行   |       |    |       |

日本の鉄道駅一覧 なは、日本の鉄道駅のうち、なで始まるものの一覧である。

## な

### なあ-なお
- 奈井江駅（ないええき）
- 撫牛子駅（ないじょうしえき）
- 苗穂駅（なえぼえき）
- 直江駅（なおええき）
- 直江津駅（なおえつえき）
- 直川駅（なおかわえき）
- 直見駅（なおみえき）

### なか-なこ
- 那加駅（なかえき）
- 中愛別駅（なかあいべつえき）
- 中荒井駅（なかあらいえき）
- 中井駅（なかいえき）
- 長井駅（ながいえき・山形鉄道フラワー長井線）
- 長居駅（ながいえき・西日本旅客鉄道阪和線・Osaka Metro御堂筋線）
- 長池駅（ながいけえき）
- 中井侍駅（なかいさむらいえき）
- 中泉駅（なかいずみえき）
- 長泉なめり駅（ながいずみなめりえき）
- 中板橋駅（なかいたばしえき）
- 中飯降駅（なかいぶりえき）
- 中浦駅（なかうらえき）
- 長浦駅 (千葉県)（ながうらえき・東日本旅客鉄道内房線）
- 長浦駅 (愛知県)（ながうらえき・名古屋鉄道常滑線）
- 中浦和駅（なかうらわえき）
- 長江駅（ながええき）
- 長尾駅 (大阪府)（ながおえき・西日本旅客鉄道片町線）
- 長尾駅 (香川県)（ながおえき・高松琴平電気鉄道長尾線）
- 永尾駅（ながおえき・九州旅客鉄道佐世保線）
- 長岡駅（ながおかえき）
- 長岡京駅（ながおかきょうえき）
- 中岡崎駅（なかおかざきえき）
- 仲御徒町駅（なかおかちまちえき）
- 長岡天神駅（ながおかてんじんえき）
- 中小国駅（なかおぐにえき）
- 中小田井駅（なかおたいえき）
- 中加積駅（なかかづみえき）
- 中神駅（なかがみえき）
- 中萱駅（なかがやえき）
- 中軽井沢駅（なかかるいざわえき）
- 中川駅 (山形県)（なかがわえき・東日本旅客鉄道奥羽本線）
- 中川駅 (神奈川県)（なかがわえき・横浜市営地下鉄ブルーライン）
- 中川辺駅（なかかわべえき）
- 中河原駅（なかがわらえき・京王電鉄京王線）
- 中川原駅（なかがわらえき・近鉄湯の山線）
- 長久手古戦場駅（ながくてこせんじょうえき）
- 中公園駅（なかこうえんえき）
- 中強羅駅（なかごうらえき）
- 中郡停留場（なかごおりていりゅうじょう・鹿児島市電）
- 中込駅（なかごみえき）
- 中菰野駅（なかこものえき）
- 長坂駅（ながさかえき）
- 長崎停留場（ながさきていりゅうじょう・とさでん交通後免線）
- 長崎駅（ながさきえき・九州旅客鉄道長崎本線）
- 長崎駅前停留場（ながさきえきまえていりゅうじょう）
- 長崎大学停留場（ながさきだいがくていりゅうじょう）
- 中崎町駅（なかざきちょうえき）
- 中佐世保駅（なかさせぼえき）
- 中佐都駅（なかさとえき）
- 中里駅（なかざとえき）
- 長里駅（ながさとえき）
- 中沢駅（なかさわえき）
- 長沢駅（ながさわえき）
- 中塩田駅（なかしおだえき）
- 長篠城駅（ながしのじょうえき）
- 中島駅 (広島県)（なかしまえき・西日本旅客鉄道可部線）
- 中島駅 (愛知県)（なかじまえき・名古屋臨海高速鉄道西名古屋港線）
- 長島駅（ながしまえき）
- 中島公園駅（なかじまこうえんえき）
- 中島公園通停留場（なかじまこうえんどおりていりゅうじょう）
- 長島ダム駅（ながしまダムえき）
- 中斜里駅（なかしゃりえき）
- 中庄駅（なかしょうえき）
- 中条駅（なかじょうえき）
- 中新湊駅（なかしんみなとえき）
- 長洲駅（ながすえき）
- 中菅谷駅（なかすがやえき）
- 中洲川端駅（なかすかわばたえき）
- 中筋駅（なかすじえき）
- 中洲通停留場（なかすどおりていりゅうじょう）
- 長瀬駅（ながせえき）
- 中瀬古駅（なかせこえき）
- 中田駅 (青森県)（なかたえき・東日本旅客鉄道五能線）
- 中田駅 (神奈川県)（なかだえき・横浜市営地下鉄ブルーライン）
- 永田駅 (埼玉県)（ながたえき・秩父鉄道秩父本線）
- 永田駅 (千葉県)（ながたえき・東日本旅客鉄道外房線）
- 長田駅 (大阪府)（ながたえき・Osaka Metro中央線・近鉄けいはんな線）
- 長田駅 (神戸市営地下鉄)（ながたえき・神戸市営地下鉄西神・山手線）
- 長田駅 (神戸電鉄)（ながたえき・神戸電鉄有馬線）
- 長滝駅（ながたきえき）
- 中多久駅（なかたくえき）
- 永田町駅（ながたちょうえき）
- 長谷野駅（ながたにのえき）
- 中田平駅（なかたびらえき）
- 中津駅 (阪急)（なかつえき・阪急電鉄神戸本線・宝塚本線）
- 中津駅 (Osaka Metro)（なかつえき・Osaka Metro御堂筋線）
- 中津駅 (大分県)（なかつえき・九州旅客鉄道日豊本線）
- 中津川駅（なかつがわえき）
- 長津田駅（ながつたえき）
- 中土駅（なかつちえき）
- 中角駅（なかつのえき）
- 中津幡駅（なかつばたえき）
- 中妻駅（なかつまえき）
- 長門粟野駅（ながとあわのえき）
- 長門大井駅（ながとおおいえき）
- 長門市駅（ながとしえき）
- 長門長沢駅（ながとながさわえき）
- 長門二見駅（ながとふたみえき）
- 長門古市駅（ながとふるいちえき）
- 長門三隅駅（ながとみすみえき）
- 長門本山駅（ながともとやまえき）
- 長門湯本駅（ながとゆもとえき）
- 中豊駅（なかとよえき）
- 長鳥駅（ながとりえき）
- 長瀞駅（ながとろえき）
- 中滑川駅（なかなめりかわえき）
- 長苗代駅（ながなわしろえき）
- 長沼駅 (東京都)（ながぬまえき・京王電鉄京王線）
- 長沼駅 (静岡県)（ながぬまえき・静岡鉄道静岡清水線）
- 中根駅（なかねえき）
- 中野駅 (東京都)（なかのえき・東日本旅客鉄道中央本線・東京地下鉄東西線）
- 中野駅 (群馬県)（なかのえき・わたらせ渓谷鐵道わたらせ渓谷線）
- 中野駅 (長野県)（なかのえき・上田電鉄別所線）
- 長野駅（ながのえき）
- 中之郷駅（なかのごうえき）
- 中野坂上駅（なかのさかうええき）
- 中野栄駅（なかのさかええき）
- 中の島駅（なかのしまえき・札幌市営地下鉄南北線）
- 中之島駅（なかのしまえき・京阪中之島線）
- 中野島駅（なかのしまえき・東日本旅客鉄道南武線）
- 中ノ庄駅（なかのしょうえき）
- 中之条駅（なかのじょうえき）
- 中野新橋駅（なかのしんばしえき）
- 仲ノ町駅（なかのちょうえき）
- 長野原草津口駅（ながのはらくさつぐちえき）
- 中野東駅（なかのひがしえき）
- 中延駅（なかのぶえき）
- 中野富士見町駅（なかのふじみちょうえき）
- 中野松川駅（なかのまつかわえき）
- 中萩駅（なかはぎえき）
- 中畑駅（なかはたえき）
- 中浜駅（なかはまえき）
- 長浜駅（ながはまえき）
- 長原駅 (東京都)（ながはらえき・東急池上線）
- 長原駅 (大阪府)（ながはらえき・Osaka Metro谷町線）
- 永原駅（ながはらえき・西日本旅客鉄道湖西線）
- 中原駅（なかばるえき）
- 中判田駅（なかはんだえき）
- 中深川駅（なかふかわえき）
- 中福良駅（なかふくらえき）
- 中伏木停留場（なかふしきていりゅうじょう）
- 中ふ頭駅（なかふとうえき・大阪市交通局南港ポートタウン線）
- 中埠頭駅（なかふとうえき・神戸新交通ポートアイランド線）
- 中舟生駅（なかふにゅうえき）
- 中富良野駅（なかふらのえき）
- 長堀橋駅（ながほりばしえき）
- 中間駅（なかまえき）
- 長町駅（ながまちえき）
- 長町一丁目駅（ながまちいっちょうめえき）
- 仲町台駅（なかまちだいえき）
- 中町（西町北）停留場（なかまち（にしちょうきた）ていりゅうじょう）
- 長町南駅（ながまちみなみえき）
- 中松駅（なかまつえき）
- 中松江駅（なかまつええき）
- 中水野駅（なかみずのえき）
- 中三田駅（なかみたえき）
- 那珂湊駅（なかみなとえき）
- 長峰駅（ながみねえき）
- 中名駅（なかみょうえき）
- 中三依温泉駅（なかみよりおんせんえき）
- 中村駅（なかむらえき）
- 中村公園駅（なかむらこうえんえき）
- 中村日赤駅（なかむらにっせきえき）
- 中村橋駅（なかむらばしえき）
- 中目黒駅（なかめぐろえき）
- 中百舌鳥駅（なかもずえき）
- 長森駅（ながもりえき）
- 長屋駅（ながやえき）
- 中八木駅（なかやぎえき）
- 中山駅 (神奈川県)（なかやまえき・東日本旅客鉄道横浜線・横浜市営地下鉄グリーンライン）
- 中山停留場（なかやまていりゅうじょう・とさでん交通伊野線）
- 長山駅（ながやまえき・東海旅客鉄道飯田線）
- 永山駅（ながやまえき・北海道旅客鉄道宗谷本線）
- 中山香駅（なかやまがえき）
- 中山観音駅（なかやまかんのんえき）
- 中山口駅（なかやまぐちえき）
- 中山宿駅（なかやまじゅくえき）
- 中山平温泉駅（なかやまだいらおんせんえき）
- 中山寺駅（なかやまでらえき）
- 長与駅（ながよえき）
- 長柄駅（ながらえき）
- 流山駅（ながれやまえき）
- 流山おおたかの森駅（ながれやまおおたかのもりえき）
- 流山セントラルパーク駅（ながれやまセントラルパークえき）
- 長和駅（ながわえき）
- 那岐駅（なぎえき）
- 渚駅 (長野県)（なぎさえき・アルピコ交通上高地線）
- 渚駅 (岐阜県)（なぎさえき・東海旅客鉄道高山本線）
- 南木曽駅（なぎそえき）
- 椥辻駅（なぎつじえき）
- 名草駅（なぐさえき）
- 南桑駅（なぐわえき）
- 奈古駅（なごえき）
- 名越駅（なごせえき）
- 勿来駅（なこそえき）
- 長太ノ浦駅（なごのうらえき）
- 那古船形駅（なこふなかたえき）
- 名古屋駅（なごやえき）
- 名古屋貨物ターミナル駅（なごやかもつターミナルえき）
- 名古屋港駅 (名古屋市営地下鉄)（なごやこうえき・名古屋市営地下鉄名港線）
- 名古屋城駅（なごやじょうえき）
- 名古屋大学駅（なごやだいがくえき）
- ナゴヤドーム前矢田駅（ナゴヤドームまえやだえき）
- 名古屋南貨物駅（なごやみなみかもつえき）

### なさ-なそ
- 名島駅（なじまえき）
- 那須塩原駅（なすしおばらえき）

### なた-なと
- 奈多駅（なたえき）
- 灘駅（なだえき）
- 名立駅（なだちえき）
- 那智駅（なちえき）
- 夏井駅（なついえき）
- 名手駅（なてえき）
- 名取駅（なとりえき）

### なな-なの
- 七井駅（なないえき）
- 七飯駅（ななええき）
- 七重浜駅（ななえはまえき）
- 七尾駅（ななおえき）
- 七久保駅（ななくぼえき）
- 七隈駅（ななくまえき）
- 七光台駅（ななこうだいえき）
- 七里駅（ななさとえき）
- 七塚駅（ななつかえき）
- 七ヶ岳登山口駅（ななつがたけとざんぐちえき）
- 七ツ屋駅（ななつやえき）
- 七和駅（ななわえき）
- なにわ橋駅（なにわばしえき）
- 七日町駅（なぬかまちえき）

### なは-なほ
- 那覇空港駅（なはくうこうえき）
- 菜畑駅（なばたえき）
- 奈半利駅（なはりえき）
- 名張駅（なばりえき）
- 鍋倉駅（なべくらえき）
- 鍋島駅（なべしまえき）
- 鍋原駅（なべらえき）

### なま-なも
- 鯰田駅（なまずたえき）
- 生瀬駅（なまぜえき）
- 生麦駅（なまむぎえき）
- 浪板海岸駅（なみいたかいがんえき）
- 浪江駅（なみええき）
- 浪岡駅（なみおかえき）
- 波方駅（なみかたえき）
- 並河駅（なみかわえき）
- 並木北駅（なみききたえき）
- 並木中央駅（なみきちゅうおうえき）
- 涙橋停留場（なみだばしていりゅうじょう）
- 波野駅（なみのえき）
- 浪花駅（なみはなえき）
- 滑河駅（なめがわえき）
- 行川アイランド駅（なめがわアイランドえき）
- 滑津駅（なめづえき）
- 滑川駅（なめりかわえき）

### なや-なよ
- 名寄駅（なよろえき）
- 名寄高校駅（なよろこうこうえき）

### なら-なろ
- 奈良駅（ならえき）
- 奈良井駅（ならいえき）
- 那良口駅（ならぐちえき）
- 習志野駅（ならしのえき）
- 楢原駅（ならはらえき）
- 平城山駅（ならやまえき）
- 成岩駅（ならわえき）
- 成田駅（なりたえき）
- 成田空港駅（なりたくうこうえき）
- 成田湯川駅（なりたゆかわえき）
- 成増駅（なりますえき）
- 鳴石駅（なるいしえき）
- 鳴尾・武庫川女子大前駅（なるお・むこがわじょしだいまええき）
- 鳴子温泉駅（なるこおんせんえき）
- 鳴子北駅（なるこきたえき）
- 鳴子御殿湯駅（なるこごてんゆえき）
- 鳴沢駅（なるさわえき）
- 成島駅 (山形県)（なるしまえき・東日本旅客鉄道米坂線）
- 成島駅 (群馬県)（なるしまえき・東武鉄道小泉線）
- 成瀬駅（なるせえき）
- 鳴滝駅（なるたきえき）
- 鳴谷停留場（なるたにていりゅうじょう）
- 鳴門駅（なるとえき）
- 成東駅（なるとうえき）
- 鳴海駅（なるみえき）

### なわ-なん
- 名和駅 (愛知県)（なわえき・名古屋鉄道常滑線）
- 名和駅 (鳥取県)（なわえき・西日本旅客鉄道山陰本線）
- 南郷駅（なんごうえき）
- 南港口駅（なんこうぐちえき）
- 南郷13丁目駅（なんごうじゅうさんちょうめえき）
- 南郷18丁目駅（なんごうじゅうはっちょうめえき）
- 南郷7丁目駅（なんごうななちょうめえき）
- 南港東駅（なんこうひがしえき）
- 南蛇井駅（なんじゃいえき）
- 南条駅（なんじょうえき）
- 難波駅 (Osaka Metro)（なんばえき・Osaka Metro御堂筋線・四つ橋線・千日前線）
- 難波駅 (南海)（なんばえき・南海本線・南海高野線）
- 南部市場駅（なんぶしじょうえき）
- 南陽市役所駅（なんようしやくしょえき）